# Watersnood van 1953

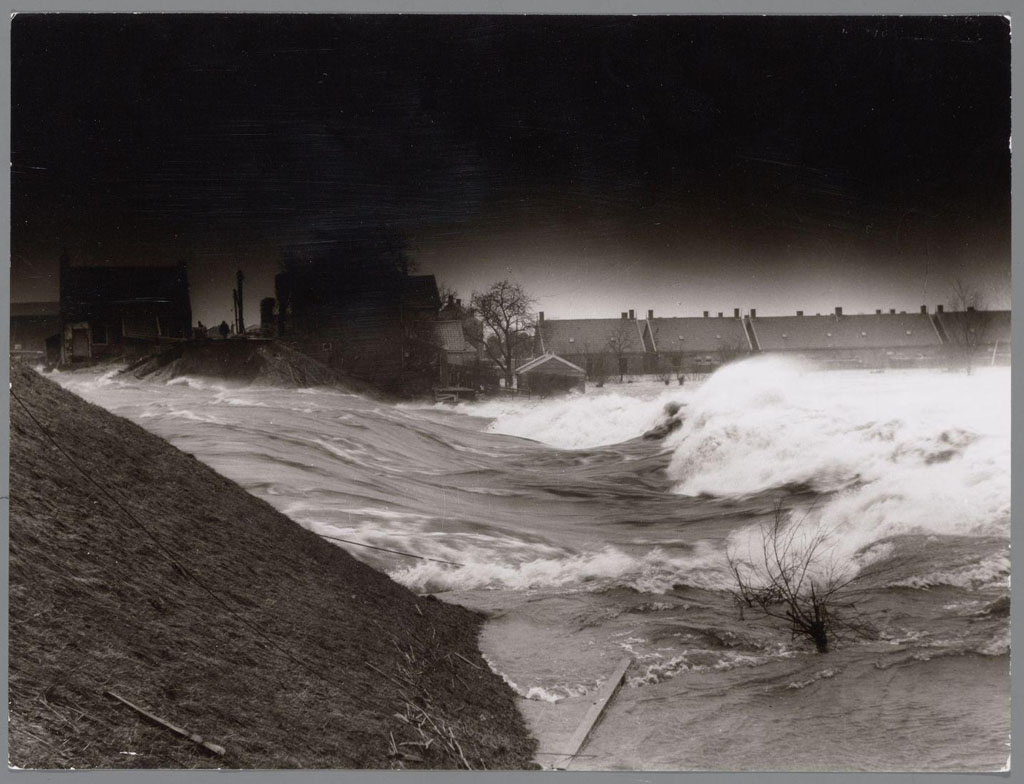
Dijkdoorbraak in de Alblasserwaard bij Papendrecht, 1 februari 1953.

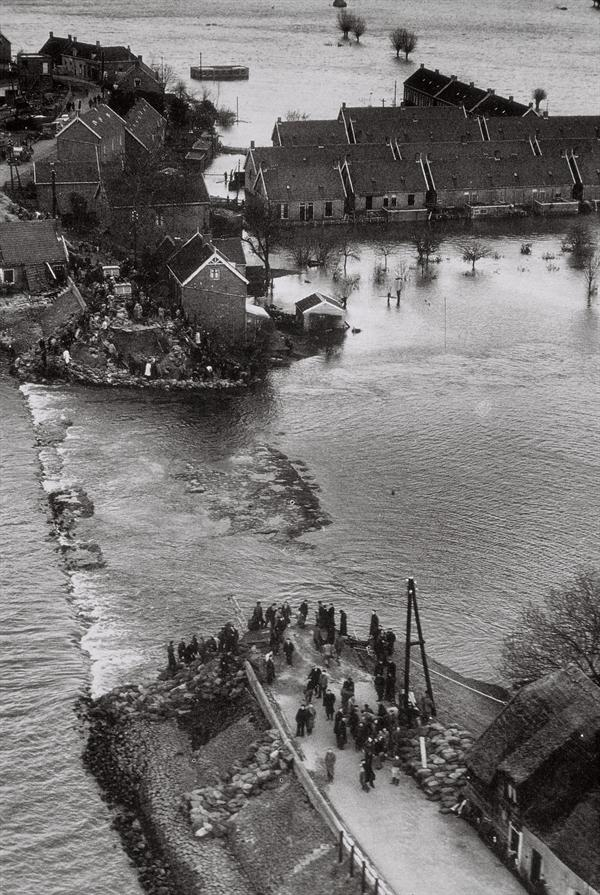
Dijkdoorbraak in de Alblasserwaard bij Papendrecht, 1 februari 1953.

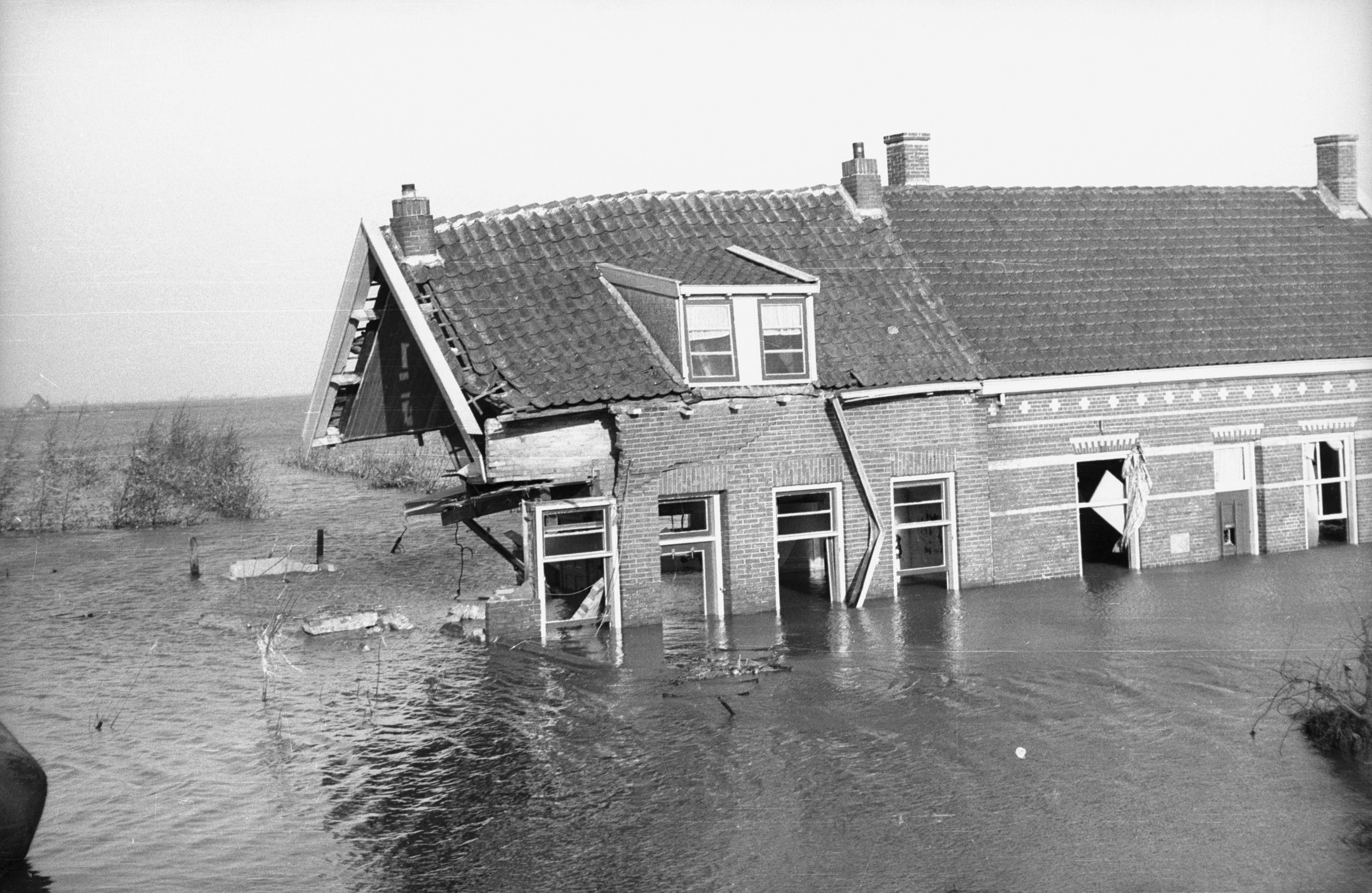
Geruïneerde huizen tijdens de Watersnoodramp van 1953. Gefotografeerd tijdens bezoek van Koningin Juliana aan het overstroomde gebied.

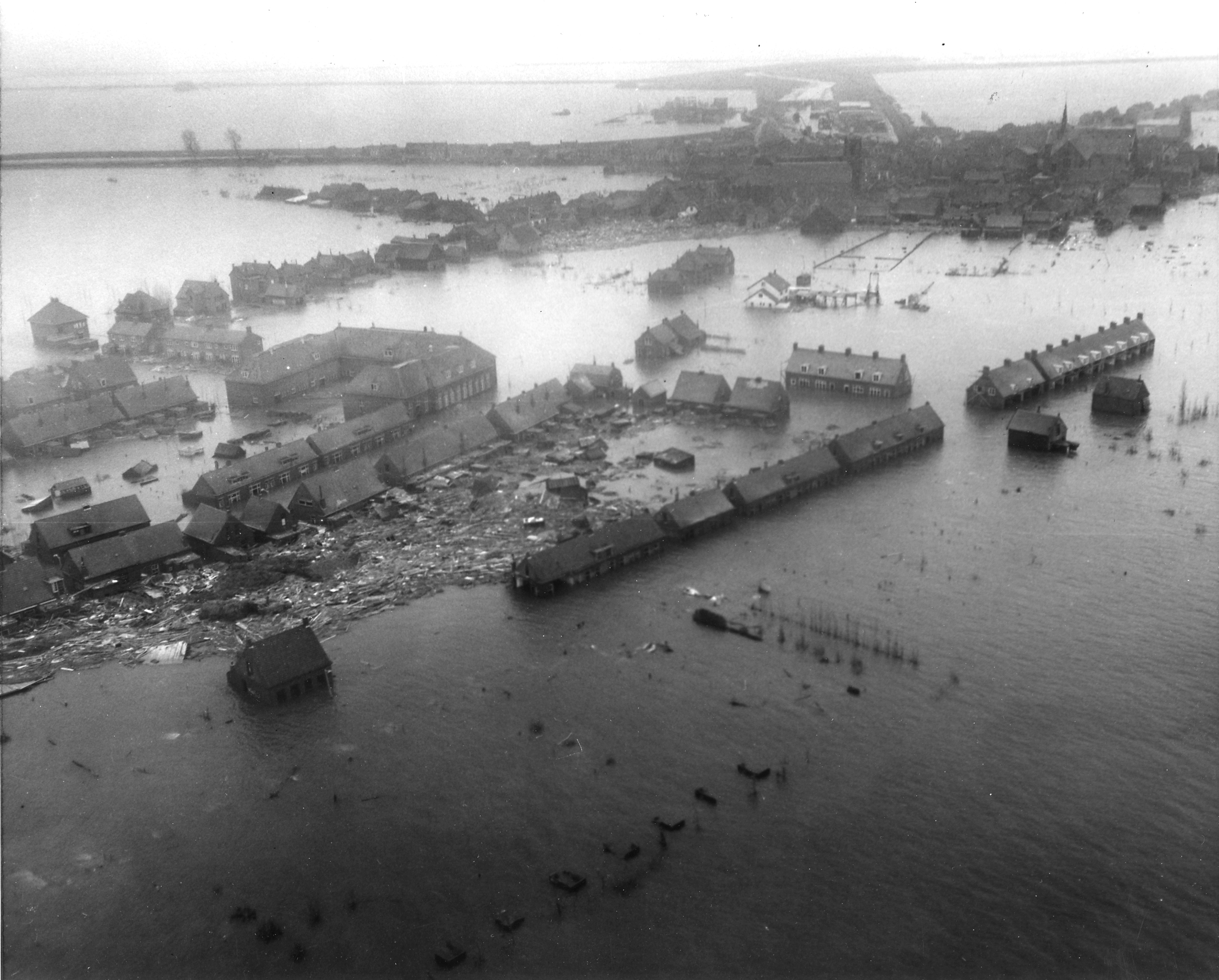
Opname van het overstroomde Oude Tonge op Goeree-Overflakkee vanuit een Amerikaanse legerhelikopter.

De watersnood van 1953, meestal aangeduid als de Watersnoodramp of Februariramp en aanvankelijk ook wel als Sint-Ignatiusvloed of Beatrixvloed, voltrok zich in de nacht van zaterdag 31 januari op zondag 1 februari 1953. De ramp was het gevolg van een combinatie van zware storm uit noordwestelijke richting die het zeewater aan de kust opstuwde, met een daarmee samenvallend tijdstip van hoogwater in het getijde vloed en springtij. Het water in de trechtervormige zuidelijke Noordzee steeg door dit ongunstige samenspel van natuurverschijnselen tot extreme hoogte. Te Vlissingen, Hoek van Holland, IJmuiden en Harlingen voerde het tot de hoogste waterstand in 100 jaar gemeten, respectievelijk 4,55, 3,85, 3,85 en 3,85 meter hoger dan Normaal Amsterdams Peil (NAP). Het gevolg was dat veel dijken door het zeewater overspoeld werden en doorbraken. Hele eilanden en landstreken inclusief steden en dorpen raakten overstroomd; er waren veel slachtoffers, tienduizenden dieren lieten het leven, huizen werden verwoest en verder was er grote materiële schade.
Het aantal doden bedroeg 1.836 in Nederland, 307 in het Verenigd Koninkrijk, 224 op zee, waaronder 133 bij het vergaan van een Britse veerboot, en 28 in België. De ramp was aanleiding voor de regeringen van Nederland en Engeland te besluiten tot financiering, coördinatie en technische ontwikkeling van een sterk verbeterde kustverdediging met zware stormvloedkeringen. Het meest ingrijpend zijn de Deltawerken in Nederland, terwijl in het Verenigd Koninkrijk onder meer de Thames Barrier en een stormvloedkering in de rivier Hull zijn gebouwd.

## Karakteristieken

### Oorzaken
Water dat aan land wordt opgestuwd door zware wind wordt stormvloed genoemd. Dit natuurverschijnsel kan aan een zeekust extra gevaarlijk zijn als het samenvalt met het normale getij van vloed of, nog riskanter, met een springvloed: het getij waarin eens in de 15 dagen door de stand van de zon en de maan het verschil tussen hoog- en laagwater het grootst is. De (spring)vloed komt voor bij nieuwe en volle maan. Het springtij wordt dan verhoogd met de stormvloed. Dit was een belangrijke oorzaak van de watersnood van 1953.
Op donderdag 29 januari ontstond ten zuiden van IJsland een noordwesterstorm die zich bij de Orkney-eilanden ten noorden van Schotland ontwikkelde tot een storm met orkaankracht. Aangekomen op de noordelijke Noordzee draaide de wind naar noord-noordwest en ontwikkelde zich in de loop van de dag tot een stormveld van 1.000 km lengte dat recht op de Noordzeekust toebewoog en het water in de trechtervormige Noordzee aan de kust tot recordhoogte opstuwde. In de avond en nacht was sprake van een langgerekt stormveld uit noordwest tot noord, de gevaarlijkste richting omdat deze al het water naar de kust opjaagt. Bovendien duurde het hoogtepunt van de storm erg lang: weerstation De Kooy bij Den Helder meldde zowel op de 31 januari als op 1 februari een daggemiddelde van windkracht acht. In de nacht van 31 januari op 1 februari werden windsterkten 9, 10 en 11 gemeten. De storm duurde 24 uur.
In Nederland waren de dijken niet op deze uitzonderlijke hoogtes van het water berekend en in het Deltagebied braken op 1 februari 's morgens vanaf 03.00 uur op meer dan 150 plaatsen de dijken en liepen grote delen van de provincie Zeeland, de Zuid-Hollandse Eilanden en delen van westelijk Noord-Brabant onder water. Het volgende hoogwater om 13:00 uur bracht met een vloedgolf nog meer leed. Mensen die de eerste overstroming op zolders of het dak van hun huizen hadden overleefd, werden meegesleurd in het water toen de verzwakte muren van de huizen het begaven. Zo werd Nederland getroffen door een van de grootste natuurrampen uit zijn geschiedenis, de zwaarste sinds 1570 (derde Allerheiligenvloed).

### Voorgeschiedenis
Veel dijken, vooral in het deltagebied, waren te laag en te zwak. Rijkswaterstaat onderkende dit al in de jaren 1920 en werkte aan plannen om binnenwateren van de zee af te sluiten door het aanleggen van nieuwe kunstwerken. De Afsluitdijk, die gereed was gekomen in 1932, was een eerste belangrijke stap in dit programma. Na de crisisjaren en de Tweede Wereldoorlog werden de eerste werken in Zuidwest-Nederland uitgevoerd: de Botlek, de Brielse Maas (1950) en de Braakman (1952) werden afgedamd. Toch had de kustbescherming geen prioriteit. In 1950 werd het reeds bescheiden budget nog eens beperkt omdat de naoorlogse economische wederopbouw voorrang kreeg. De ramp van 1953 leidde tot snelle en ingrijpende maatregelen van de regering en vormde de directe aanleiding voor ontwerp en aanname van de Deltawet.

### Schade
In Nederland kostte de ramp aan 1.836 mensen het leven. Daarnaast veroorzaakte de vloed in Zuidwest-Nederland grote schade aan de veestapel, woningen, gebouwen en infrastructuur. Zo'n 100.000 mensen verloren hun huis en bezittingen, de evacuatie telde 72.000 mensen. Er verdronken 47.000 stuks vee en 140.000 stuks pluimvee. Schade aan de infrastructuur en landbouwgrond waren groot. Ruim 150.000 ha grond overstroomde. Er werden 4500 huizen en gebouwen verwoest en 43.000 beschadigd, 200.000 hectare grond kwam onder water te staan. Het Zuid-Hollandse dorp Oude Tonge was de plaats waar de meeste slachtoffers vielen: 305 doden. Voor veel overlevenden uit de getroffen gebieden vormen de herinneringen aan de ramp een levenslang trauma.
De schade aan de dijken was binnen driekwart jaar na de natuurramp hersteld door de inzet van duizenden arbeiders en meer dan 4.000 militairen, ook uit het buitenland.
Ook in het Verenigd Koninkrijk, België en Duitsland vonden overstromingen plaats en vielen honderden slachtoffers. Op zee verloren velen het leven door schipbreuken. In de Ardennen ontstond een sneeuwlaag van twee meter ook omdat na de storm nog een aantal dagen een noordelijke stroming koude onstabiele lucht bleef aanvoeren.

### Naam
De Watersnood(-ramp) van 1953 werd aanvankelijk ook wel aangeduid als Sint-Ignatiusvloed, naar Sint Ignatius, wiens naamdag tot 1969 op 1 februari viel (maar sinds 1969 op 17 oktober). Met deze naam werd een traditie gevolgd om grote overstromingen in het Deltagebied te vernoemen naar de dag van de rooms-katholieke heiligenkalender. Onder meer de Sint-Elisabethsvloeden van 1404, 1421 en 1424, en de Allerheiligenvloeden van 1532 en 1570 zijn hier voorbeelden van. De naam 'Sint-Ignatiusvloed' vond echter niet algemeen ingang. Protestants-christelijken spraken aanvankelijk liever van Beatrixvloed, omdat de watersnood plaatsvond in de nacht na de vijftiende verjaardag van prinses Beatrix. Deze tweede naam maakte nog minder opgang. Stormramp was een meer zakelijke term, maar te weinig specifiek. Later werd steeds vaker van 'de Watersnoodramp' gesproken, of van 'de Watersnood', of eenvoudig van 'de ramp (van 1953)'.

## Gebeurtenissen

### Verloop van de ramp in Nederland
Zaterdagavond 31 januari 1953 stond een zware noordwesterstorm. Rond middernacht was het aan de zuidwestkust van Nederland laagwater. Het zou daar dus op zondagmorgen 1 februari tussen 4 en 6 uur hoogwater zijn.
De Stormvloedseindienst maakte vanaf zaterdagmorgen aan de op de dienst geabonneerde autoriteiten melding van de opkomende 'zeer zware noordwesterstorm'. Tijdens laagwater op die zaterdagavond stond het waterpeil door de storm ongeveer even hoog als het normaal bij hoogwater staat. Bovendien was het springtij, wat betekende dat het waterpeil nog extra zou stijgen. In de algemene weersverwachting werd die zaterdagavond gewaarschuwd voor 'gevaarlijk hoogwater', toen de hoogst mogelijke staat van alarm. Deze waarschuwing werd echter door velen in het rampgebied niet gehoord of verkeerd begrepen. Toendertijd sloot de radio om middernacht, en pogingen om deze langer in de lucht te houden mislukten. Ook de toen nog bemande telefooncentrales sloten in de avond.
De Grevelingen en Oosterschelde waren in 1953 nog geheel open zee-armen. Tijdens de rampnacht werd het water daar zeer hoog opgestuwd. Op de kop van het eiland Schouwen-Duiveland bereikte de waterstand het hoogste niveau van de gehele Nederlandse kustlijn. Meer landinwaarts, bij Bruinisse, kwam het opkomende water uit de Grevelingen en uit de Oosterschelde samen. Zondagmorgen vroeg kwam het waterpeil daar tot NAP + 4,5 meter: een ongeëvenaard hoog niveau.
Tussen 4 en 6 uur 's morgens braken op vele plaatsen de dijken. Vooral de noord- en oostkant van de Oosterschelde (Stavenisse, Ouwerkerk, Nieuwerkerk), van de Grevelingen (Oude-Tonge en Nieuwe-Tonge) en van het Hollandsch Diep (Schuring en 's-Gravendeel) werden zwaar getroffen. De eerste berichten die duidden op een ramp van ongekende omvang kwamen op zondagochtend vanuit Zwijndrecht, waar het water over de ringdijk sloeg, en uit Willemstad, waar de polders Ruygenhil en Oude Heyningen en het stadje zelf begonnen onder te lopen. Hierna volgden berichten over dijkdoorbraken tussen Hoek van Holland en Maassluis; bij Cadzand in Zeeuws-Vlaanderen bleek een stuk duin weggeslagen en snel werd duidelijk dat er ook reeds overstromingen gaande waren op vele tussenliggende plaatsen waarmee nog geen telefonisch contact mogelijk was. Reeds op 2 februari werd terwijl de totale omvang nog onbekend was bericht over een "watersnoodramp".
Op sommige plaatsen op het Zuid-Hollandse eiland Goeree-Overflakkee stroomde het water zo hard de polders in, dat dorpen als Oude- en Nieuwe-Tonge binnen ongeveer een half uur twee tot drie meter onder water stonden. Elders verliep de overstroming geleidelijker en/of kwam het water niet zo hoog. Zo bereikte het water Ooltgensplaat, een dorp vlak bij Oude- en Nieuwe-Tonge, pas rond 7 uur 's morgens, en steeg het er tot een hoogte van zo'n twee meter. Op Duiveland werd de hoogste waterstand zelfs pas in de loop van de zondagmiddag bereikt.
Telefoon- en telegraafverbindingen waren door de overstroming beschadigd en onbruikbaar geworden. Enkele tientallen zendamateurs zetten binnen enkele uren een noodradionetwerk op. Ze werkten gedurende tien dagen en nachten om met hun zenders radiocommunicatie te verzorgen. Het was in die eerste dagen vrijwel de enige contactmogelijkheid tussen de overstroomde gebieden en de buitenwereld.

#### Overstromingen in Nederland
In één nacht veranderde 165.000 hectare land in een rampgebied bedekt door de zee. De overstromingen zetten grote delen van Zuid-Holland, Zeeland en Noord-Brabant onder water. Alhoewel een groot gebied werd overstroomd, werden sommige plaatsen veel zwaarder getroffen dan andere.
Door de diverse dijkdoorbraken vielen er op sommige plaatsen veel slachtoffers. In Stavenisse op Tholen kwamen meer dan 150 mensen om, in Stellendam op Goeree vielen 61 slachtoffers en het Brabantse Fijnaart telde 76 doden.
Het zwaarst werden de zuidzijde van Duiveland en van Overflakkee getroffen. Daar viel ruim 40% van het totale aantal slachtoffers van deze watersnoodramp. In Oude-Tonge kwamen 305 mensen om (9,9% van de bevolking), in Nieuwe-Tonge 85 (4%), in Nieuwerkerk 288 (15,4%) en in Ouwerkerk 91 (16,3%).
Het aantal slachtoffers in de genoemde vier dorpen verschilt soms sterk van dat in nabijgelegen dorpen. In Ooltgensplaat, enkele kilometers ten oosten van Oude- en Nieuwe-Tonge, vielen twee slachtoffers. In Den Bommel en in Stad aan 't Haringvliet, gelegen aan de noordzijde van Overflakkee, kwamen respectievelijk negen en geen mensen om. En terwijl er honderden doden in Nieuwerkerk en Ouwerkerk vielen, kwam er in het aan de noordzijde van Duiveland gelegen Bruinisse slechts één inwoner om het leven.

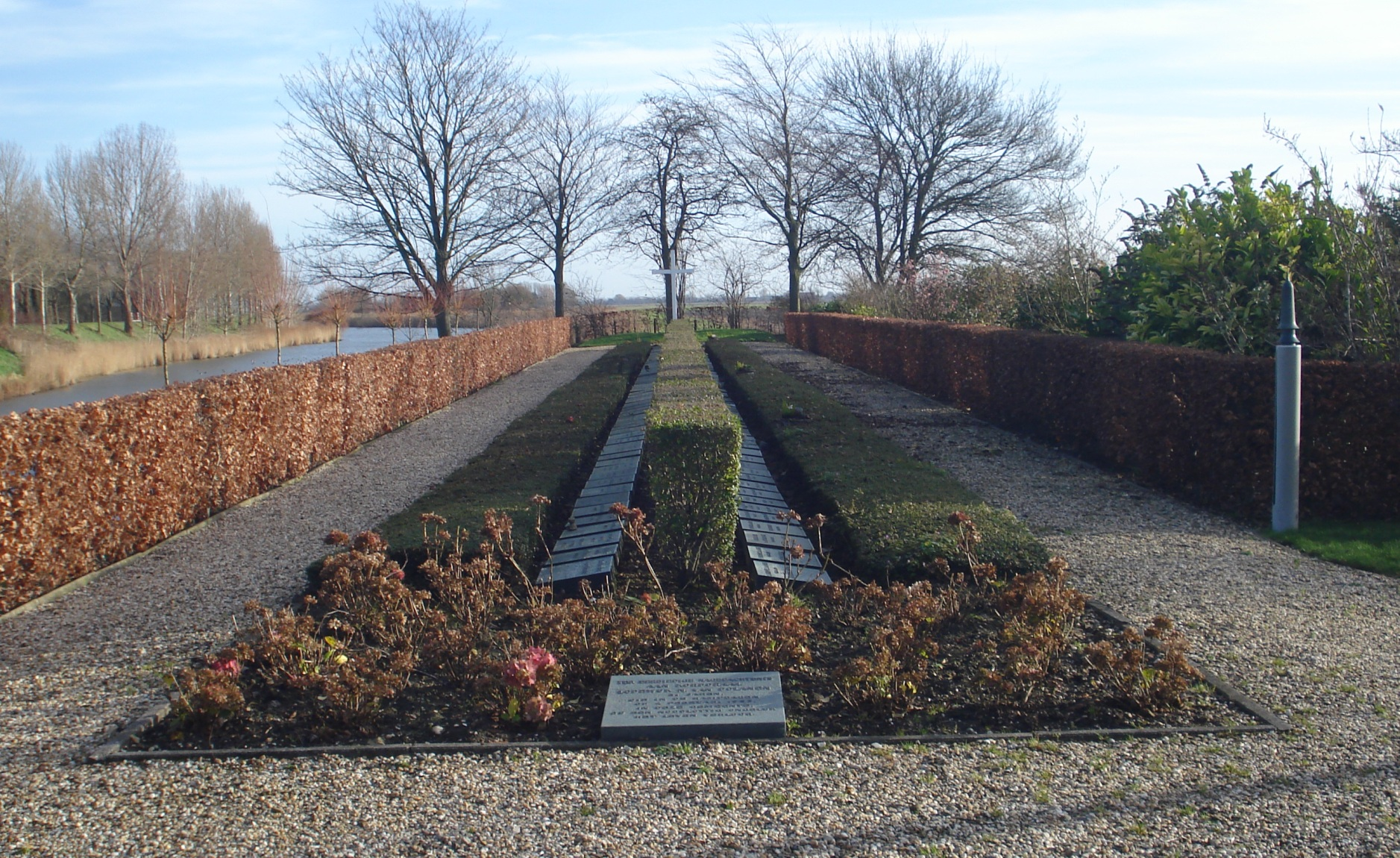
Begraafplaats rampslachtoffers Oude-Tonge

De meest waarschijnlijke oorzaken voor dergelijke verschillen in aantallen slachtoffers zijn:
- de richting van de waterstromen;
- hoogteverschillen binnen polders;
- de kwaliteit van binnendijken;
- de kwaliteit van het plaatselijk bestuur;
- de vaak deplorabele staat van met name arbeiderswoningen.

Deze factoren maakten het verschil tussen een kolossale ramp zoals in Oude-Tonge en Nieuwerkerk of een noodlottige overstroming zoals in Ooltgensplaat of Bruinisse.
Op tal van andere plaatsen vielen ook slachtoffers te betreuren of vonden opvallende gebeurtenissen plaats. Op Texel verdronken zes polderarbeiders op weg naar een bedreigd dijkvak. Bij Cadzand sloeg water over de dijk en bij Kruiningen werd door de nog openstaande coupure de veerhaven geheel weggeslagen. In zeer korte tijd liep de Kruiningerpolder (1400 hectare) onder water.
Het water stroomde aan de noordkant van Dordrecht binnen. In Rotterdam werd een recordwaterhoogte gemeld en kwamen delen van Rotterdam-Zuid onder water te staan, evenals in Vlaardingen het gebied van de Maasboulevard tot aan de spoorlijn Rotterdam-Hoek van Holland. Op het eiland Rozenburg waren de dijken doorgebroken. In Stellendam stond het water tot aan de zolders van de huizen. Veere stond onder water. Bij Wolphaartsdijk sloeg een gat in de dijk, en ook bij Ossenisse was de dijk doorgebroken. De Nieuwerkerkpolder en Suzannapolder overstroomden. Bij Rammekens sloegen gaten in de dijk. Reigerspolder en gedeelten van Zuid-Beveland stonden onder water. Rilland-Bath was geïsoleerd. Stavenisse stond onder water, in Zeeuws-Vlaanderen braken er een paar dijken door.
Bij strandtoegang Beukel bij 's-Gravenzande versterkten ca. honderd opgeroepen mannen de smalle duinenrij met zandzakken om het Westland voor overstroming te behoeden.

#### Tweede vloed
Circa de helft van het totale aantal slachtoffers viel in de nacht van zaterdag op zondag. De zondagmiddag daarop zorgde het getij in combinatie met harde wind ervoor dat vele overlevenden van de nacht tevoren toen alsnog de dood vonden. Veel huizen die de eerste vloed hadden doorstaan (met de bewoners op zolders of op de daken) stortten alsnog door de sterke stroming ineen. De hulpverlening van buiten de door het water aangetaste gebieden kwam de eerste dag nog nauwelijks op gang, de schaal van de catastrofe werd pas maandag goed duidelijk.

#### Directe hulpverlening
Directe hulpverlening werd op en meteen na 1 februari onder andere geboden door reddingsboten van de KNRM die gestationeerd waren in Stellendam, Veere, Ouddorp, Hoek van Holland, Cadzand, 's-Gravenzande en Breskens. De bemanningen van veel vissersschepen, ook van buiten het rampgebied, behoorden tot de eerste hulpverleners. Ook particulieren met schepen en boten verleenden reddingsdiensten. Vanuit Maasbracht vertrokken op 2 februari dertig riviersleepboten richting Zeeland. De Nederlandse krijgsmacht zette die dag haar enige helikopter in, al snel bijgestaan door hefschroefvliegtuigen van de Belgische luchtvaartmaatschappij Sabena.

##### Schepen in de dijk

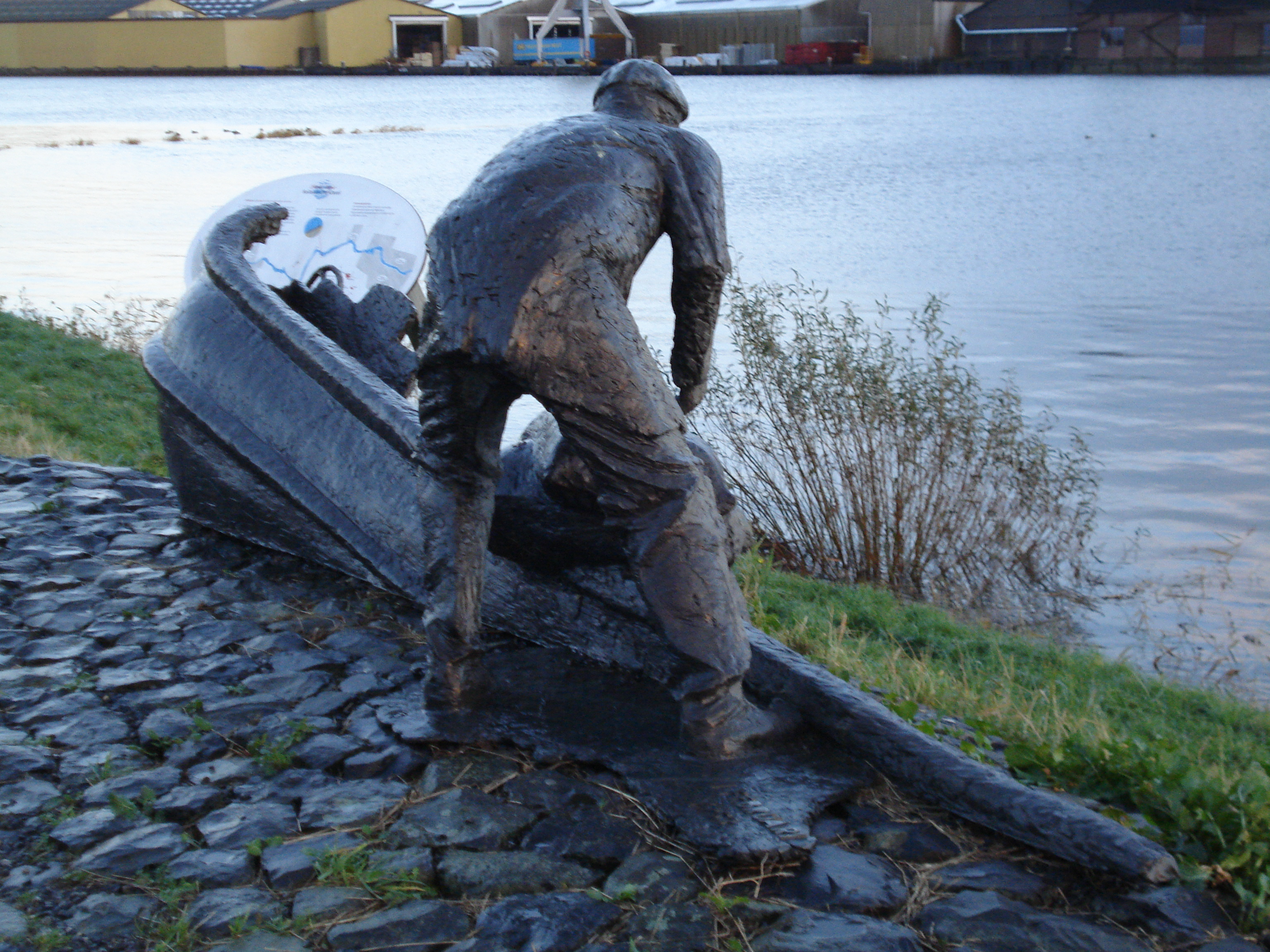
Dubbeltje op zijn kant, monument op de Groenedijk bij Nieuwerkerk aan den IJssel.

In Zuid-Holland sloeg om half zes een gat van vijftien meter in Schielands Hoge Zeedijk bij Nieuwerkerk aan den IJssel. De dijkdoorbraak werd ternauwernood voorkomen doordat een 18 meter lang binnenschip op last van de burgemeester dwars voor het gat in de dijk gemanoeuvreerd werd en het zo dichtte. Het overstromen van grote delen van Zuid-Holland werd hierdoor voorkomen.
Om ongeveer half zeven in die nacht brak aan de overkant bij Ouderkerk aan den IJssel de IJsseldijk door. Er ontstond een gat van veertig meter. Met twee sloopschepen en zandzakken werd om twee uur ’s middags geprobeerd het gat te dichten. Maar pas door het storten van puin en zand uit het schip Avontuur, dat tegen de sloopschepen was afgemeerd, lukte het toch een stabielere dam te maken.

### Watersnood in België, Groot-Brittannië en Duitsland

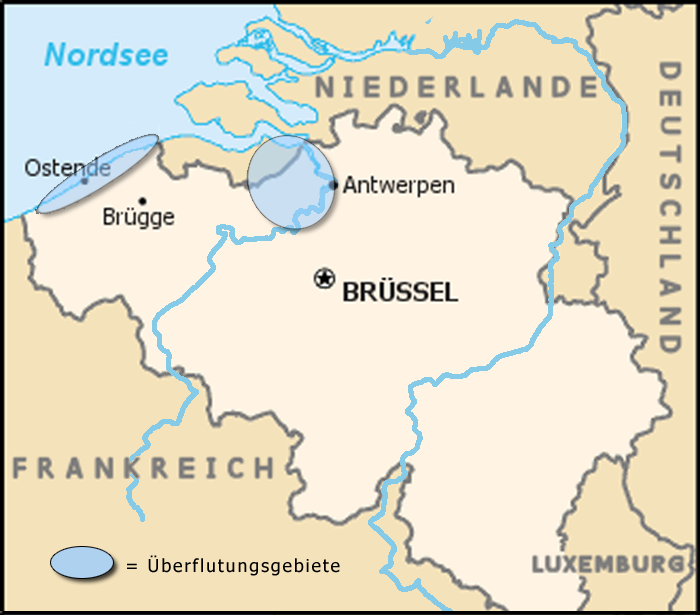
Overstroomde gebieden in België

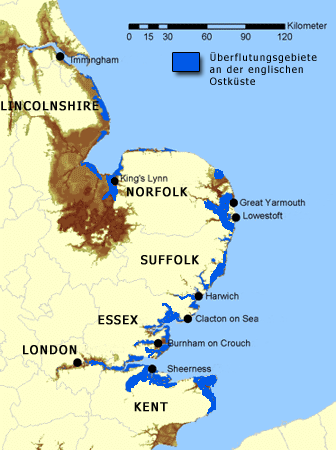
Situatie in Groot-Brittannië; de blauwe gebieden overstroomden

Tegelijk met de watersnood in Nederland vonden ook in België, Groot-Brittannië en Noordwest-Duitsland overstromingen plaats.
In België braken dijken op 37 plaatsen door. Diverse kleinere en grotere steden aan de kust en langs de Schelde liepen (deels) onder. De binnenstad van Oostende stond geheel onder water, na doorbraak van de naburige zeedijk. De stad Antwerpen werd getroffen en ook de polderdorpen Lillo, Zandvliet en Berendrecht werden overspoeld. In Wintam en Hingene (deelgemeenten van Bornem) stond het water tot twee meter hoog: er was een bres in de Rupeldijk geslagen van 75 m lang en 15 m diep. Pas op 10 april kon deze gedicht worden.
In België overstroomden zo'n vijftienduizend hectare landbouwgrond en er kwamen 28 mensen om het leven.
Langs de kust en de Schelde vonden na de watersnood vele dijkverhogingen plaats.
Ook het Verenigd Koninkrijk werd door het water overvallen. Daar werd 1.600 kilometer kust getroffen en kilometers dijk beschadigd, waardoor 1.000 vierkante kilometer aan land overstroomde. Dertigduizend mensen moesten geëvacueerd worden. Na de watersnood werden in het Verenigd Koninkrijk plannen gemaakt die onder andere resulteerden in de Thames Barrier.

## Verslaggeving, televisie-uitzending en radiocommunicatie
Heel Nederland luisterde de hele dag door naar radio-uitzendingen met de laatste nieuwsberichten over de ramp. Radioverslaggevers als Jan de Troye en Arie Kleijwegt van de VARA, Siebe van der Zee van de AVRO en Herman Felderhof en Goos Kamphuis van de NCRV maakten indringende verslagen. Omdat het rampgebied moeilijk toegankelijk was werden de uitzendingen noodgedwongen vanuit de randgebieden gemaakt. Alleen daar was PTT-verbinding met de zenders in Hilversum mogelijk. Voor de hulpverlening noodzakelijke verbindingen vanuit het Nederlandse rampgebied werden vaak door radiozendamateurs verzorgd.
De in Zierikzee wonende radiotechnicus Peter Hossfeld bewerkstelligde dat Schouwen-Duiveland contact kreeg met de buitenwereld. Daarmee redde hij waarschijnlijk vele mensenlevens.
Carel Enkelaar, verslaggever van de Volkskrant, huurde op zondag 1 februari een Dakota. Omdat de Rijksluchtvaartdienst geen toestemming gaf voor een vlucht boven het rampgebied, werd in het vluchtplan Brussel als bestemming aangegeven. Fotograaf Jan Stevens legde tijdens deze vlucht de beelden van de Watersnoodramp vast, die de hele wereld overgingen. Lange tijd werd gedacht dat piloot Willem van Veenendaal de Dakota bestuurde. Hoewel Van Veenendaal wel als waarnemer aanwezig was bij de vlucht, was het KLM-piloot Piet Hoorweg die de vlucht maakte. Na de vlucht stelde Van Veenendaal telefonisch de president-directeur van de KLM Plesman op de hoogte van hun bevindingen. Plesman heeft vervolgens bij de regering de ernst van de situatie onder ogen gebracht. Mede dankzij deze inlichtingen en vooral door de gemaakte pers- en fotoreportage kwam de binnen- en buitenlandse hulpverlening op gang.
Geheel nieuw was de berichtgeving via het medium televisie, waardoor in binnen- en buitenland beelden konden worden getoond van de overstromingen: de NTS wijdde extra uitzendingen aan de ramp, alsook de diverse omroepverenigingen.

## Nasleep in Nederland

### Bezoek van de koninklijke familie
Koningin Juliana, prins Bernhard, kroonprinses Beatrix en prinses Wilhelmina bezochten het rampgebied en de slachtoffers.

### Dag van nationale rouw
Op 8 februari 1953 hield Nederland een dag van nationale rouw en hield koningin Juliana een toespraak op de radio.

## Civiele en militaire hulp, acties

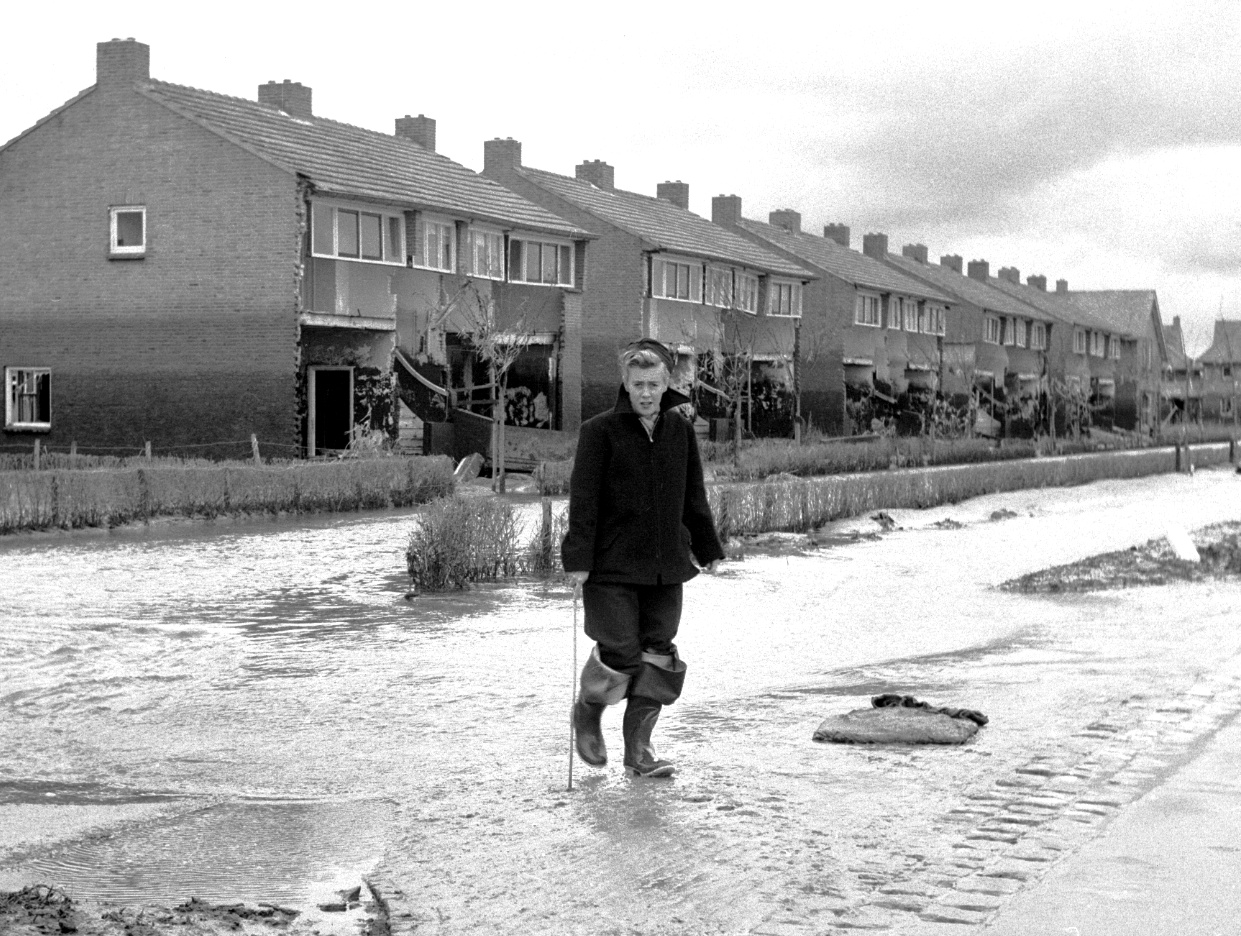
Sociologe Henny Langeveld tijdens veldonderzoek in Kruiningen (Zuid-Beveland) na de watersnoodramp

In binnen- en buitenland werden massaal kleding, huisraad, hulpgoederen, geld en voedsel ingezameld ten behoeve van de getroffenen. Het Nederlandse Rode Kruis ontving zoveel goederen dat ze na enige tijd niet meer wist wat ze ermee aan moest. Een deel van de goederen is vervolgens verscheept naar andere rampgebieden of landen in de derde wereld.
In Nederland kwam een grote landelijke hulpactie op gang, ondersteund door de radio met een wekelijks geldinzamelingsprogramma onder het motto Beurzen open, dijken dicht. De NCRV-presentator Johan Bodegraven werd beroemd met een zeer succesvolle en eerste massale geldinzamelingsactie. Deze actie bracht bijna 138 miljoen gulden op voor het Rampenfonds, omgerekend naar 2020 bijna 500 miljoen euro.
Al in 1953 werd begonnen met de wederopbouw van de getroffen gebieden. Vooral de Scandinavische landen leverden veel bouwmaterialen, soms zelfs hele prefabhuizen. In het rampgebied kan men ook nu nog huizen naar Zweedse, Noorse, Deense of Finse snit zien.
De beroepsvoetballers Bram Appel en Theo Timmermans organiseerden samen met andere, in het buitenland spelende, Nederlandse voetballers een officieuze interland tegen Frankrijk om zo geld voor de slachtoffers van de ramp in te zamelen. De Nederlandse profs speelden op 12 maart voor 8.000 toegestroomde landgenoten in Parijs tegen het veel sterker geachte Frankrijk en wonnen met 1–2. Deze voetbalwedstrijd zou de geschiedenis ingaan als de watersnoodwedstrijd.
Vanuit Italië werd hulp geboden door de Corpo Nazionale Vigili del Fuoco (Nationale brandweer) met mankracht, zelf meegebracht divers materieel en gereedschappen. Zo werden onder andere ingezet een roeibootje van de VVF Milano en een DUKW-amfibievoertuig van de VVF Corpo Roma rond Zevenbergen.
De Franse regering stuurde als eerste genietroepen naar de Nederlandse rampgebieden. Ook vanuit België, Verenigde Staten, Duitsland, Zweden, Italië en Groot-Brittannië werd door het leger hulp geboden.

## Politieke maatregelen, Deltawerken en economie
In de Nederlandse politiek kwam direct na de ramp de discussie over beveiliging tegen hoogwater vanuit de Noordzee op gang en werden in hoog tempo maatregelen uitgewerkt. De Deltacommissie werd ingesteld en het Deltaplan werd geboren, dat onder meer de afsluiting van enkele zeearmen behelsde om zo de kustlijn aanzienlijk te verkorten. Binnen een jaar na de ramp ging in Zuid-Holland al de eerste schop de grond in voor de bouw van een stormvloedkering in de Hollandse IJssel. Dit was mogelijk door het jarenlange werk van Johan van Veen, ingenieur bij Rijkswaterstaat en geestelijk vader van het Deltaplan.
De wederopbouw en de totstandkoming van de Deltawerken brachten veel werkgelegenheid naar Zeeland. Bovendien was er door de hulp zoveel geld binnengekomen, dat veel slachtoffers financieel beter af waren dan voor de ramp. De provincie maakte in de jaren na de watersnood een bloeiperiode door, waardoor men in een paar jaar tijd tientallen jaren vooruitging. In Zeeland kent men daarom het cynische grapje: 'Heer, geef ons heden het dagelijks brood en elke vijf jaar een watersnood'. Voor heel Nederland groeide het bruto binnenlands product in het jaar van de ramp volgens het Centraal Bureau voor de Statistiek met 8,4 procent, een ongehoord hoog percentage. De rijksoverheid schroefde de consumptie met tien procent op en de investeringen waren in 1953 zestig procent hoger dan het jaar ervoor. Dit alles gaf een krachtige positieve impuls aan de Nederlandse economie.

## Aantal slachtoffers

### Nederland
Kort na de ramp verzochten de burgerlijke autoriteiten het Rode Kruis om te zorgen voor de administratie van slachtoffers. Tot eind september 1953 publiceerde het Rode Kruis regelmatig overzichten van omgekomen en vermiste personen. De laatst gepubliceerde lijst is van eind september 1953 en telt 1.795 slachtoffers. Ze zijn als volgt over de provincies verdeeld:
- Zeeland: 864
- Zuid-Holland: 677
- Noord-Brabant: 247
- Noord-Holland: 7

| Plaats                                      | Slachtoffers (vermisten en geborgen) |
| ------------------------------------------- | ------------------------------------ |
| Oude-Tonge                                  | 305                                  |
| Nieuwerkerk                                 | 288                                  |
| Stavenisse                                  | 156                                  |
| Ouwerkerk                                   | 91                                   |
| Nieuwe-Tonge                                | 85                                   |
| Fijnaart/Heiningen                          | 76                                   |
| Halsteren                                   | 68                                   |
| Oosterland                                  | 65                                   |
| Kruiningen                                  | 62                                   |
| Stellendam                                  | 61                                   |
| Numansdorp                                  | 56                                   |
| Nieuw Vossemeer                             | 50                                   |
| Kortgene                                    | 49                                   |
| Strijen                                     | 40                                   |
| 's-Gravendeel                               | 37                                   |
| Dreischor                                   | 32                                   |
| Zierikzee                                   | 24                                   |
| Zuidland                                    | 21                                   |
| Middelharnis                                | 17                                   |
| Klundert                                    | 17                                   |
| Serooskerke                                 | 15                                   |
| Rilland-Bath                                | 12                                   |
| Wolphaartsdijk                              | 12                                   |
| St. Philipsland                             | 10                                   |
| Steenbergen                                 | 10                                   |
| Plaatsen t/m 10 vermisten/geborgen vermeld. |                                      |

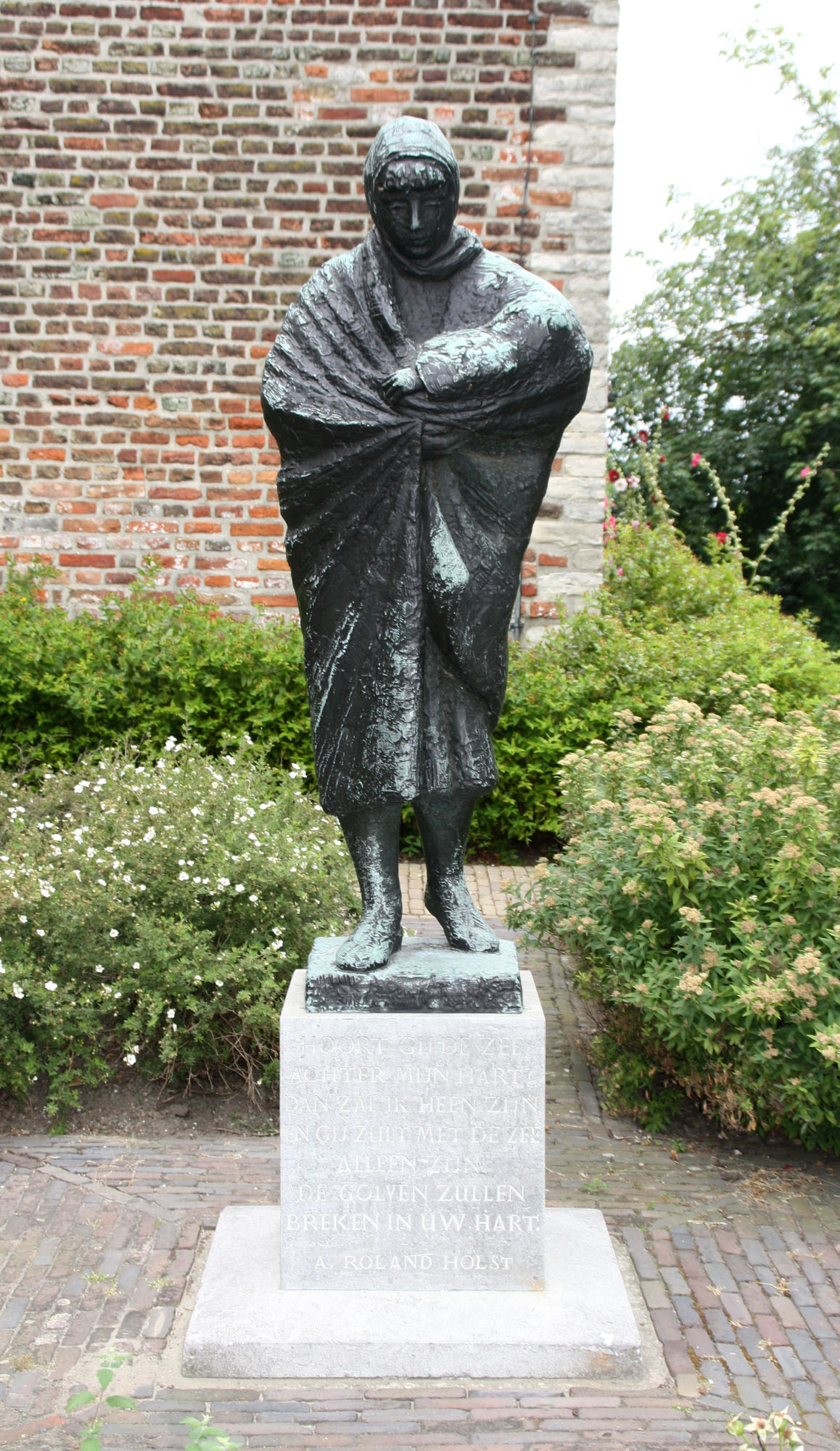
Watersnoodmonument Kruiningen.
Jonge vrouw met in een deken gewikkeld kind, waarvan alleen een handje te zien is.
Op de sokkel:
HOORT GIJ DE ZEE
ACHTER MIJN HART?
DAN ZAL IK HEEN ZIJN,
EN GIJ ZULT MET DE ZEE
ALLEEN ZIJN.
DE GOLVEN ZULLEN
BREKEN IN UW HART.
beeld: Jan Wolkers, tekst: A. Roland Holst

Later werd bekend dat in Nieuwerkerk (Zeeland) tijdens de rampnacht nog twee kinderen zijn geboren. Beide kwamen met hun moeders om het leven. Verder staan in de slachtofferlijst 97 vermiste of (nog) niet geïdentificeerde personen. Daar moeten de twee pasgeborenen aan worden toegevoegd. Na publicatie van de 'Volledige lijst' zijn nog slachtoffers teruggevonden en geïdentificeerd. Het aantal vermisten of niet-geïdentificeerden is dus lager, maar het precieze aantal is onbekend.
Naast de slachtoffers in Nederland vergingen op de Noordzee drie onder Nederlandse vlag varende schepen, de haringkotter IJM 60 Catharina Duyvis en de kustvaarders Salland en Westland met in totaal 33 tot 37 opvarenden.
Het totale aantal personen, verblijvend in Nederland of op een Nederlands schip, van wie bekend is dat zij omgekomen zijn door of tijdens de noordwesterstorm of de watersnoodramp van februari 1953, komt daarmee op 1.795 + 2 + 33 (+ 4?) = 1.830 tot 1.834 personen.
Vaak wordt het aantal slachtoffers van de overstromingen, dus zonder de omgekomen zeelieden, gesteld op 1835. Dat is het voorlopige aantal slachtoffers zoals in februari 1954 door het Centraal Bureau voor de Statistiek (CBS) gepubliceerd. Het verschil met de hier genoemde bronnen is onverklaarbaar, aangezien de basisgegevens van het CBS verdwenen zijn. Waarschijnlijk is het toepassen van verschillende criteria de belangrijkste oorzaak. Op de 'Volledige lijst' van het Rode Kruis staat ten minste een persoon die op zondagmorgen een natuurlijke dood is gestorven. Verder staan hier enkele militairen op die respectievelijk op 2 en 4 februari tijdens reddingswerk omkwamen. Tot slot zijn waarschijnlijk personen als gevolg van de watersnoodramp overleden nadat zij waren geëvacueerd. Hun aantal is onbekend.
Het KNMI spreekt van 1.836 slachtoffers. Dit kan als volgt worden verklaard: zaterdagmorgen 31 januari werd een kind geboren, maar omdat het weekend was, was het gemeentehuis gesloten en kon er dus nog geen aangifte van de geboorte gedaan worden; dit moest na het weekend gebeuren. In de nacht van zaterdag op zondag vond echter deze ramp plaats, waarbij ook deze moeder met haar baby in de golven verdwenen.

### België

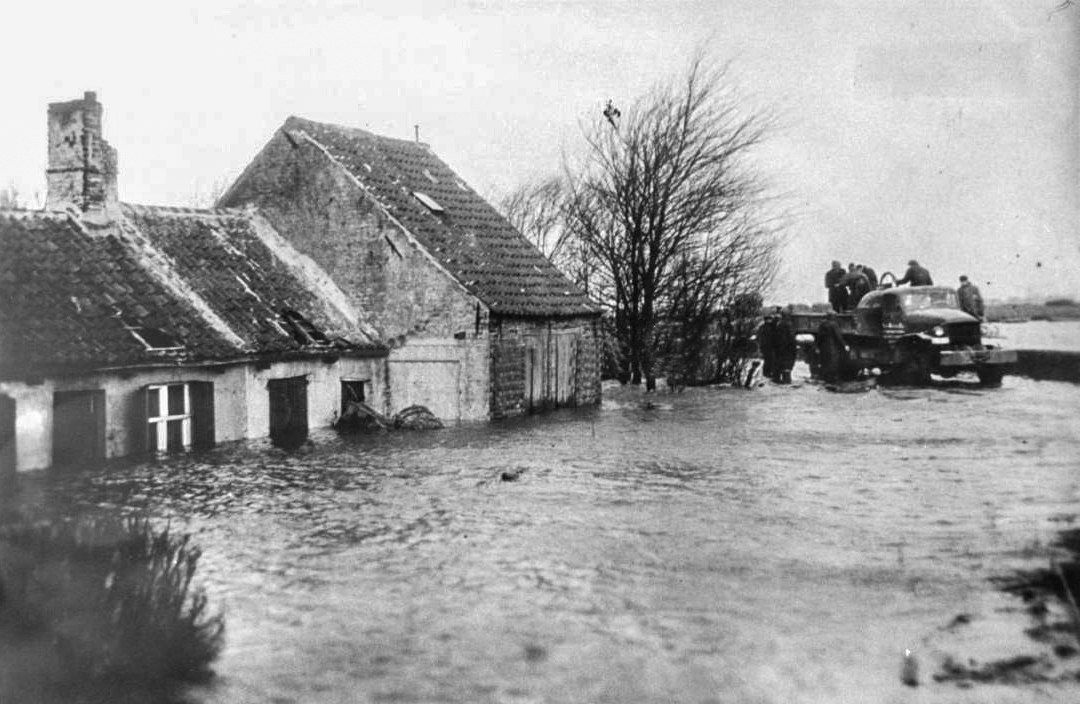
Bredene tijdens de watersnood

In België verdronken gedurende de ramp 28 mensen.

### Verenigd Koninkrijk
In Engeland verloren 307 en in Schotland 19 mensen het leven als gevolg van deze watersnoodramp.

### Op zee
In totaal zijn door de februaristorm van 1953 ongeveer 220 mensen op zee omgekomen, onder wie 133 opvarenden van de Britse veerboot Princess Victoria, en de bemanningen van de Nederlandse schepen Salland, Westland en IJM 60 Catharina Duyvis. De IJM 60 Catharina Duyvis met 16 bemanningsleden en de kustvaarder Salland vergingen ter hoogte van Egmond aan Zee, respectievelijk op ongeveer 16 kilometer en 30 kilometer uit de kust. De Salland was vertrokken uit Par (Cornwall) en op weg naar Stockholm, met 7 à 10 opvarenden. De kustvaarder Westland met 10 koppen was onderweg van Cuxhaven naar King's Lynn en verging op ongeveer 10 kilometer uit de kust van Terschelling.

## Acties
In binnen- en buitenland werd massaal kleding, geld en goederen ingezameld ten behoeve van de getroffenen. De Nederlandse radio produceerde een wekelijks geldinzamelingsprogramma onder het motto Beurzen open, dijken dicht. Deze actie bracht bijna 138 miljoen gulden (omgerekend bijna 500 miljoen euro) op voor het Rampenfonds.
De beroepsvoetballers Bram Appel en Theo Timmermans organiseerden samen met andere, in het buitenland spelende, Nederlandse voetballers een officieuze interland tegen Frankrijk om zo geld voor de slachtoffers van de ramp in te zamelen. De Nederlandse profs speelden op 12 maart voor 8.000 toegestroomde landgenoten in Parijs tegen het veel sterker geachte Frankrijk en wonnen met 1–2. Deze voetbalwedstrijd zou de geschiedenis ingaan als de watersnoodwedstrijd.

## De watersnood in de hedendaagse cultuur

### Geschiedschrijving

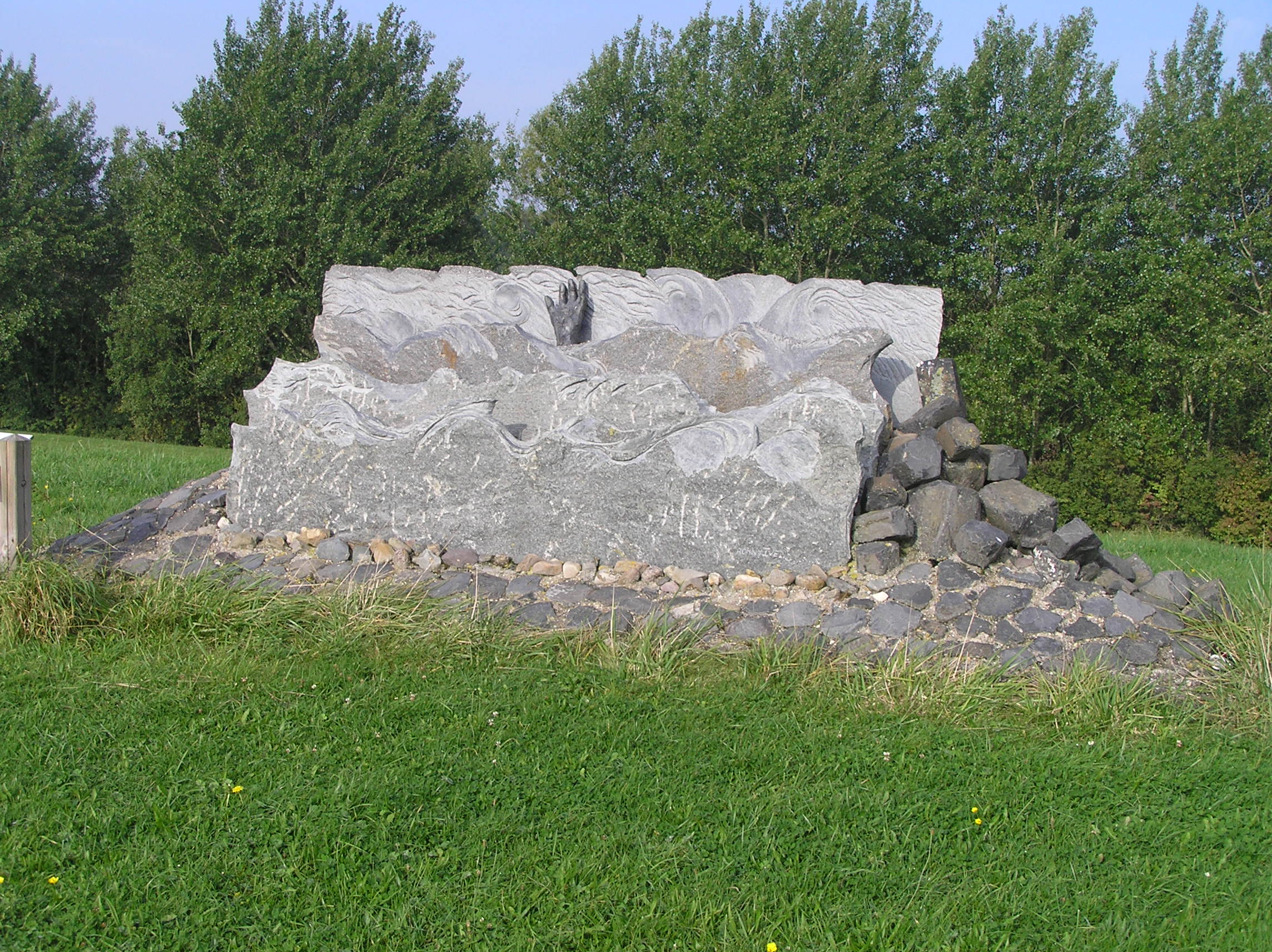
Monument voor de slachtoffers uit Wolphaartsdijk, opgericht in 2005

De watersnood van 1953 heeft een belangrijke plaats in de Nederlandse geschiedschrijving en droeg middels die geschiedschrijving bij aan de Nederlandse identiteitsvorming in de decennia erna.
Selma Leydesdorff probeerde in 1993 in haar op mondelinge overleveringen gebaseerde onderzoek naar de Zeeuwse ramp het nationale perspectief te verlaten opdat de getroffenen hun eigen geschiedenis zouden kunnen vertellen. De uitkomsten van dit onderzoek zijn neergelegd in het boek 'Het water en de herinnering'. Met de hierin weergegeven interviews zijn lijnen getrokken tussen de individuele herinneringen en is gekeken naar waar de overeenkomsten liggen. Wat opvalt, is dat de herinnering voor een deel collectief is, gebonden aan de regionale gebeurtenissen en omstandigheden. De geïnterviewden hebben wel geprobeerd een plaats te zoeken in de nationale herinnering, maar hebben die niet gevonden. Zij herkennen zich niet in de nationale trots, de Deltawerken, het spreekwoordelijke 'luctor et emergo' (ik worstel en kom boven), de wapenspreuk van de Zeeuwen. Ze zijn er wel trots op, maar hun denken valt in de reeks: water, verdriet, bijna verdrinken, redding en veiligheid. Nationaal zou de reeks ongeveer luiden: Nederlandse identiteit, wederopbouw, beheersbaarheid van de natuur, technologische vernieuwing. In ieder geval een reeks waarin persoonlijk leed en bestaande angst van ondergeschikte betekenis zijn. Na het gezamenlijke in de herinnering van de geïnterviewden houdt collectiviteit op. Er volgt een verhaal over verdriet, verwerking en terugkeer naar het vernielde land. Niet alle geïnterviewden zijn slachtoffer gebleven, hoe zij worstelend zijn bovengekomen, bepaalt hun beeld van de ramp.
Kees Slager gaf in zijn boek 'De ramp' een reconstructie van gebeurtenissen en beslissingen door diverse instanties (1992; negende, uitgebreide druk 2013). Hij ging ook in op de oorzaken en de gevolgen van de ramp. Daarvoor deed hij uitvoerig onderzoek in archieven en sprak met ruim 250 ooggetuigen. Hij onthulde niet eerder gepubliceerde feiten over vergeefse waarschuwingen voor de te zwakke zeewering, verwaarloosde dijken en slecht toegeruste hulporganisaties. Het boek geeft een verslag van wat er zich van uur tot uur en van plaats tot plaats afspeelde.

### Geschiedeniscanons
De watersnood van 1953 is opgenomen in de Canon van Zeeland en de Canon van Nederland. De commissie-Van Oostrom zag de ramp als een van de vijftig essentiële onderwerpen voor de Nederlandse geschiedenis in het voortgezet onderwijs.

### Muziek
In 1988 namen The Amazing Stroopwafels het lied 'Voor De Storm' op. Dit lied gaat over de belevenissen van een jongen op Schouwen-Duiveland de dag voor de storm uitbrak.
Ter gelegenheid van de vijftigste herdenking van de ramp schreef Douwe Eisenga Requiem 1953, een groot werk voor koor en orkest.
Componist Jan Bosveld schreef een concertwerk voor fanfareorkest over de ramp en de herdenking ervan in het dorp Oude-Tonge, waar in 1953 vele dorpelingen verdronken. De compositie, die in 2009 te Oude-Tonge in première ging, is getiteld Grijsoord.

### Theater
In 2011 kwam het tot een musical getiteld 1953. Hoofdrollen worden vertolkt door Ben Cramer en Joke de Kruijf.

### Film
In 2009 kwam de film De Storm uit van regisseur Ben Sombogaart. De belangrijkste spelers zijn Sylvia Hoeks en Barry Atsma.

### Straatnamen
De straten in de Rotterdamse wijk Pendrecht zijn vrijwel allemaal vernoemd naar Zuid-Hollandse, Zeeuwse en Brabantse plaatsen die door de watersnoodramp werden getroffen. Centraal in de wijk ligt Plein 1953.